# Toronto Indoor 1976
Il Toronto Indoor 1976 è stato un torneo di tennis giocato sul sintetico indoor. È stata la 6ª edizione dello Toronto Indoor, che fa parte del World Championship Tennis 1976. Si è giocato a Toronto in Canada dal 9 al 15 febbraio 1976.

## Campioni

### Singolare maschile
Björn Borg ha battuto in finale  Vitas Gerulaitis con il punteggio di 2–6 6–3 6–1

### Doppio maschile
Jaime Fillol /  Frew Donald McMillan hanno battuto in finale  Aleksandre Met'reveli /  Ilie Năstase con il punteggio di 6(3)–7, 6–2, 6–3